# 民主統一党 (韓国)
民主統一党（みんしゅとういつとう）は、第四共和国時代の韓国における保守政党である。略称は統一党（とういつとう）

## 概要
第三共和国時代の野党新民党の反主流派幹部である金弘壱、梁一東、尹済述などが、｢党の新しい進路と道標の確立｣をスローガンに、1973年1月27日に結成した（代表最高委員：梁一東）。1972年10月17日の朴正煕大統領の特別宣言（十月維新）によって停止されていた政治活動再開（72年12月27日）の一ヵ月後に急遽結成されたため、1973年2月に行われた第9代総選挙では擁立した57名の候補者中、当選者は2名と惨敗する結果となった。その後も群小政党としての地位に甘んじ、1978年の第10代総選挙でも3議席を得るに留まった。その後、1979年10月26日に朴正熙大統領が暗殺された翌年（1980年）に公布された第五共和国憲法の附則によって、解散させられた。

## 党勢推移
| 年月日         | 総選挙       | 議席数 | 得票率 |
| -------------- | ------------ | ------ | ------ |
| 1973年2月27日  | 第9代総選挙  | 2      | 10.2％ |
| 1978年12月12日 | 第10代総選挙 | 3      | 7.4％  |